# 기리시마온센역
기리시마온센역 또는 기리시마 온천역(일본어: 霧島温泉駅)은 일본 가고시마현 기리시마시에 위치한 규슈 여객철도 히사쓰 선의 철도역이다. 섬식 승강장 1면 2선의 구조를 갖춘 지상역이다.

## 이용 현황
| 연도 | 1일 평균 승차 인원 | 1일 평균 하차 인원 |
| ---- | ------------------ | ------------------ |
| 2000 | 290                |                    |
| 2001 | 270                |                    |
| 2002 | 274                |                    |
| 2003 | 275                |                    |
| 2005 | 240                |                    |
| 2006 | 230                |                    |
| 2007 | 211                | 430                |
| 2008 | 259                | 525                |
| 2009 | 278                | 562                |
| 2010 | 300                | 610                |
| 2011 | 296                | 613                |
| 2012 | 300                | 610                |
| 2013 | 310                | 629                |

## 역 주변
- 기리시마 마키조노 자동차 학교

## 역사
- 1908년 7월 11일 : 마키조노역으로서 화물 취급 영업에 제한되어 일본 철도원이 개업.
- 1909년 7월 10일 : 여객 영업 취급 개시.
- 1962년 1월 15일 : 기리시마니시구치역으로 역명 개칭.
- 1986년 11월 1일 : 무인역화. 단, 출·개납 업무는 요원 파견에 의해 배치.
- 1987년 4월 1일 : 일본국유철도 분할 민영화에 의해, 규슈 여객철도가 승계.
- 1990년 : 출·개납 업무 중지. 완전 무인역화.
- 2003년 3월 15일 : 기리시마온센역으로 역명 재개칭.
- 2004년 4월 1일 : 무인역으로터 간이 위탁역으로 변경.

## 인접 역
| 히사쓰 선              | 히사쓰 선   | 히사쓰 선              |
| ---------------------- | ----------- | ---------------------- |
| 우에무라 야쓰시로 방면 | ■ 히사쓰 선 | 가레이가와 하야토 방면 |